# Gempuku-Soga

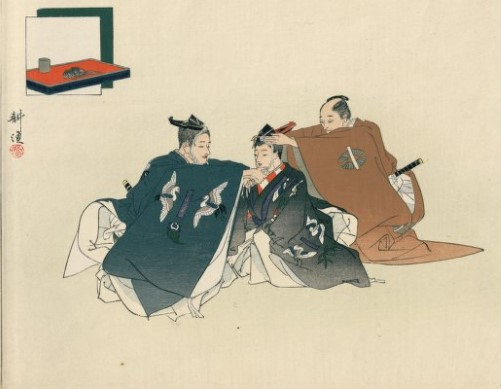
Szene aus dem Stück

Gempuku-Soga (japanisch 元服 曽我) ist der Titel eines Nō-Dramas, das dem Stückeschreiber Miyamasu (宮増) zugeschrieben wird. Das Stück bezieht sich auf Soga Sukenari (曾我 
祐成), auch Soga Jūrō (曽我 十郎) genannt (1171–1193), der die Mannbarkeitszeremonie – Gempuku – an seinem jüngeren Bruder vollzieht. Das Stück ist im Rahmen der Nō-Kategorie ein Viertspiel.

## Vorbemerkung
Es treten folgende Personen auf:
- Waki: Abt Hakone-Bettō
- Ai: Diener des Abts
- Shite: Soga Jūrō Sukenari
- Kogata: Soga Hakoō, der jüngere Bruder
- Tsure: Gefolgsmann Dansaburō

## Handlung
1. Akt
  1. Vorspiel: Zuerst kommt Abt Hakone-Betto auf die Bühne, dann erscheint Soga Jūrō Sukenari mit Gefolgsmann Dansaburō unter orchestralem Klang. Sie sind auf dem Weg zum Hakone-Tempel, wo der jüngere Bruder Hakoō sich seit früher Kindheit aufhält. Gesang über das Rächen des Vaters und der großen Zahl der Feinde.
  2. Der Gefolgsmann meldet seinen Herrn dem Abt, der Jūrō fragt, warum er hierhergekommen sei. Jūrō antwortet, er wolle die Mannbarkeits-Zeremonie an seinem Bruder vollziehen. Abt, verwundert: „Der ist doch von seiner Mutter dem Tempel übergeben, um Geistlicher zu werden.“ Jūrō erklärt dem Abt, er wolle seinen Vater rächen, könne das aber wegen der vielen Feinde nicht allein ausführen. Der Abt ist gerührt, der Chor singt „In dieser vergänglich treibenden Welt nutzlos zu leben, was soll das? Recht gestorben, ist der Tod ein Gewinn.“
  3. Gespräch Jūrō, Abt und Gefolgsmann. Der Abt lässt Hakoō rufen und erklärt ihm, dass er ihn zum Nachfolger hatte erziehen wollen. Er habe ihm daher den Namen Hakoō – 箱王 – „König von Hako(ne)“ – gegeben. „Aber nun ist Dein Bruder gekommen, Du musst ihm folgen.“ Der Abt betet für das Gelingen des Unternehmens. Die Brüder gehen, dann geht auch der Abt ab.
  4. Dialog zwischen Juro, Hakoo und Gefolgsmann. Juro: „Wenn Du so zurückkehrst, wird Deine Mutter das Gembuku nicht erlauben. Lass uns die große Zeremonie hier unterwegs in der Herberge vollziehen.“ Zur Mannbarkeitszeremonie werden nun die Haare abschnitten, das Haar wird neu frisiert, ein Glückwunschgesang wird angestimmt.
2. Akt
  1. Die Brücke ist als Wohnung des Abts gedacht. Abt zum Diener: „He, Gōriki, ich habe Jūrō Sukenari noch etwas zu sagen, lauf', hole sie ein.“ Abt zu Jūrō: „Ich bin bereit, die Mannbarkeitszeremonien zu vollziehen.“ Jūrō antwortet, er habe das in der Not schon selbst getan. Der Abt übergibt ihm nun ein Schwert, das seit Generationen im Familienbesitz war, damit das Unternehmen gelinge. Zur Glückwunschfeier wird Wein gebracht, ein fröhliches Gelage entsteht. Jūrō: „Voll aufgeblüht sind die Kirschen, oh sieh am Hut auch die Kirschblüte.“ Tanz und Abschlusschor.[A 2]